# Inez Regnier
Inez Regnier (* 24. Juni 1945 in Passau) ist eine deutsche Filmeditorin.
Sie arbeitete mehrfach mit Helmut Dietl und Doris Dörrie zusammen. 1997 erhielt sie den Deutschen Filmpreis/Bester Schnitt für Rossini – oder die mörderische Frage, wer mit wem schlief und Echte Kerle. 2008 wurde sie für den 12. Femina-Film-Preis nominiert für Kirschblüten – Hanami.

## Filmografie
- 1974: Münchner Geschichten (Serie)
- 1976: Paule Pauländer
- 1976: Fluchtversuch
- 1978: Amore
- 1979: Ein komischer Heiliger
- 1979: Arabische Nächte
- 1980: Flitterwochen
- 1983: Monaco Franze (Mehrteiler)
- 1986: Die zwei Gesichter des Januar
- 1986: Kir Royal (Mehrteiler)
- 1990: Der Rausschmeißer
- 1990: Ein anderer Liebhaber
- 1994: Keiner liebt mich
- 1995: Das Flittchen und der Totengräber
- 1996: Echte Kerle
- 1997: Rossini – oder die mörderische Frage, wer mit wem schlief
- 1997: Winterkind
- 1998: Bin ich schön?
- 1999: Late Show
- 1999: Erleuchtung garantiert
- 2000: Liebst du mich
- 2001: Vera Brühne
- 2002: Nackt
- 2004: Ein seltsames Paar
- 2005: Der Fischer und seine Frau
- 2005: Vom Suchen und Finden der Liebe
- 2008: Kirschblüten – Hanami
- 2010: Die Friseuse
- 2010: Klimawechsel (Fernseh-Miniserie, sechs Episoden)
- 2012: Glück
- 2014: Alles inklusive